# Resolució 837 del Consell de Seguretat de les Nacions Unides
La Resolució 837 del Consell de Seguretat de les Nacions Unides fou adoptada per unanimitat el 6 de juny de 1993. Després de reafirmar les resolucions 733 (1992), 746 (1992), 751 (1992) 767 (1992), 775 (1992), 794 (1992) i 814 (1993), el Consell va condemnar els atacs a l'Operació de les Nacions Unides a Somàlia II (ONUSOM II) en la qual 24 tropes pakistaneses desplegades en l'UNITAF van ser morts i 56 ferits, entre ells un italià i tres soldats estatunidencs.
Actuant en virtut del Capítol VII de la Carta de les Nacions Unides, el Consell va tornar a emfatitzar en la importància de la ràpida execució del desarmament de totes les parts somalines, faccions i moviments, així com neutralitzar les emissores de ràdio que contribueixen als atacs contra les forces de les Nacions Unides. Per tant, reclamen què totes les parts a Somàlia compleixin amb els compromisos que havien pres en els acords a què van arribar en la reunió preparatòria informal sobre la reconciliació política de Somàlia a Addis Abeba, Etiòpia, reafirmant que el Secretari general Boutros Boutros-Ghali estava autoritzat a prendre mesures contra els responsables dels atacs armats contra l'ONUSOM II per establir la seva autoritat arreu de Somàlia.
El Consell va concloure encoratjant el desplegament de tots els contingents de la UNOSOM II per satisfer els requisits complets de 28.000 homes; instant els Estats membres a contribuir en l'operació; i que el Secretari General informi sobre la situació en un termini de set dies a partir de l'aprovació de la resolució actual.
Va ser en aquesta resolució en què es va prendre la decisió de fer arrestar el general Muhammed Fara Aydid com a responsable de l'atac, encara que no va ser capturat.